# Paolo Brera (musicista)
Paolo Brera (Bollate, 6 ottobre 1974) è un cantautore italiano.
Conosciuto principalmente per le sue collaborazioni con la band hip hop Articolo 31, e per la sua apparizione al Festival di Sanremo 2001 come voce della band Xsense. Polistrumentista e autodidatta è autore eclettico, versatile ed interprete dei suoi brani. Ha un timbro intrigante ed una voce capace di muoversi su varie tonalità. I suoi generi vanno dal soul, al folk e spesso finisce ampiamente nei territori della musica latina vista la sua passione e conoscenza anche della lingua spagnola.

## Biografia

### 1996-2001 - L'inizio - Articolo 31 e San Remo con Xsense
Nasce il 6/10/1974 a Bollate, da madre milanese e padre pavese. Inizia la sua carriera da professionista nel 1996, quando approda all'etichetta di Franco Godi, la Best Sound, molto nota per essere l'etichetta con la quale gli Articolo 31 hanno pubblicato buona parte dei loro dischi. Lì inizia una collaborazione con Giacomo Godi, produttore, musicista e attualmente famoso disc jockey della crew Supernova. Con Godi forma un duo, gli Xsense, che diventa il suo primo gruppo e che consolida la sua formazione con l'arrivo di Alessandro Branca e Jacopo Monasta nei rispettivi ruoli di bassista e di batterista.
Gli Xsense sono terreno di grande esperienza per Paolo, che nel frattempo esplora molti stili e generi musicali. La sua vicinanza agli Articolo 31 lo porta ad importanti collaborazioni che si concretizzano in alcuni ruoli come cantante ed interprete in brani di grande riscontro radiofonico come Così e cosà, Aria e Venerdì. La sua voce esordisce in tutte le radio nazionali proprio interpretando la parte di Rino Gaetano nel remix di Così e cosà. Da questo momento in poi il cantante calca arene importanti come il Festivalbar, gli MTV Awards e vari altri spazi televisivi e radiofonici.
In contemporanea approfondisce la sua esperienza musicale con il gruppo Xsense, esperienza che culmina con il singolo di successo dell'estate 2000 - "La felicità" - seguito poi dalla partecipazione nel 2001 al Festival di Sanremo con il brano "Luna". Successivamente gli Xsense pubblicano il loro primo ed unico album "Poche cose nuove" (Bmg-Ricordi); subito dopo la promozione estiva dell'album Paolo decide di lasciare l'etichetta Bestsound ed anche gli Xsense.

### 2001-2004 - La pausa
In questi tre anni Brera non pubblica nulla e si dedica alla vita familiare (il 25 giugno 2001 diventa padre), ed alle sue attività collaterali. Ma nello stesso tempo da musicista minimalista si dedica all'utilizzo ed all'approfondimento dei mezzi di produzione musicale tecnologici, fino a quel momento per lui praticamente sconosciuti, con l'obiettivo di ottenere un'indipendenza creativa sotto tutti i punti di vista.

### 2004-2007 - Le major
Al culmine di questa fase di studio Brera si propone come solista per la prima volta, ed anche come produttore artistico dei suoi brani. L'etichetta Sony-Bmg ed il suo direttore artistico Rudy Zerbi si interessano all'artista che nell'estate 2004 pubblica il primo singolo da solista "Estate in Corsia", che ottiene un discreto successo radiofonico. Sempre con Sony-Bmg Brera pubblica altri singoli, ma nell'estate 2006,con il brano "Quando un amore va", riceve un ottimo airplay radiofonico nazionale sancendo il primo e vero inizio della sua carriera da solista.
Dopo la dipartita dalla Sony-Bmg il cantante si avvicina all'etichetta Universal, con cui pubblica nell'estate 2007 un singolo ed un video "Miele e Fiele", che però non ottiene un grande riscontro mediatico. La collaborazione con l'etichetta infatti dura solo 3 mesi, dopo i quali Paolo torna contrattualmente libero.

### 2007-2010 - Melunera Records
Durante la lavorazione del video Miele e Fiele, Brera entra in contatto con il producer pubblicatario ed attualmente discografico Max Berio. Dal loro incontro, dopo il breve periodo in Universal, nasce subito un'intesa che culmina in un contratto con l'etichetta indipendente "Melunera Records", gestita appunto da Max Berio stesso.
Dopo una prima fase di testing con la pubblicazione dei singoli Ceniza e L'approccio perfetto, nel 2009 Brera finalmente si mette al lavoro e si concentra sulla produzione del suo primo album da solista: Un'altra vita. Per la creazione di questa opera prima Brera si avvale di importanti produttori che si muovono nella scena italiana ed internazionale come Luca Mattioni e i fratelli Nicolosi, questi ultimi molto noti per le loro prestigiose produzioni e collaborazioni con artisti di fama mondiale quali Sting, Billy Preston, Stanley Jordan, Chacha Chan, Manu Katche, Randy Crawford, John Patitucci, Billy Cobham ed altri.
Nell'estate 2009 Paolo ha anche collaborato come autore ed interprete con l'artista DJ Jad ex Articolo 31 e Roy Paci nel brano Stessa Onda, oltre ad aver interpretato e scritto, sempre nello stesso progetto ed album dell'artista ex Articolo 31, il brano Ancora noi due.
A maggio 2010 esce in digitale il primo album da solista Un'altra vita. L'uscita non è supportata da un lavoro promozionale che invece viene dirottato sul singolo estivo La maglia, di cui viene realizzato anche un video musicale per la regia di Claudio Zagarini, che anticipa l'uscita dell'Ep Rudy contenente 5 brani che rappresenteranno un nuovo ciclo artistico intrapreso da Brera.

### 2011 Finisce a Settembre
Il singolo Finisce a settembre è uscito il 23 settembre in tutte le radio italiane, ed ha anticipato l'uscita dell'album Finisce a Settembre a fine novembre 2011 per Melunera Records in tutti gli stores digitali.

## Discografia

### Album
- 2001 - Poche cose nuove (Xsense-SonyBmg)
- 2010 - Un'altra vita - Album (Paolo Brera-Melunera Records)
- 2011 - Finisce a settembre (Paolo Brera-Melunera Records)

### EP
- 2010 - Ep Rudy - "Rudy c'ha problemi","Sei tu sei","La Maglia","La vita che ho","Deserto d'affetto" - (Paolo Brera-Melunera Records)

### Singoli
- 2004 - Estate in corsia (Paolo Brera-SonyBmg)
- 2006 - Quando un amore va (Paolo Brera-SonyBmg)
- 2007 - Miele e Fiele (Paolo Brera-Universal)
- 2007 - Ceniza (Paolo Brera-Melunera Records)
- 2008 - L'approccio Perfetto (Paolo Brera-Melunera Records)
- 2010 - La maglia  (Paolo Brera-Melunera Records)

### Video musicali
- 2010 - La maglia regia di Claudio Zagarini